# Tramwajarz Łódź (żużel)
Tramwajarz Łódź – polski klub żużlowy z Łodzi. W latach 1948–1950 oraz 1952–1964 brał udział w rozgrywkach ligowych. W późniejszym czasie przestał funkcjonować.

## Historia klubu
3 marca 1934 r. powstał przy miejskim przedsiębiorstwie komunikacji tramwajowej Kolej Elektryczna Łódzka zakładowy klub sportowy „Tramwajarz”.
Reaktywowany po II wojnie światowej w marcu 1946 r. jako Tramwajarz Łódź. Wtedy też powstała w nim sekcja kolarsko-motocyklowa, której nie było przed wojną. Jej kierownikiem został Bierkowski, a kapitanem motocyklowym Kwapiszewski. Początkowo koncentrowano się na wyjazdach turystycznych. Na przykład już 1 maja 1946 r. sekcja zorganizowała po inauguracji pierwszego powojennego sezonu motorowego (spod łódzkiej katedry, po poświęceniu motocykli) wyjazd do Spały i bunkrów w Konewce. W krótkim czasie członkowie sekcji zaczęli brać też udział w zawodach żużlowych.
Sekcja żużlowa Tramwajarza znalazła się w czołówce polskiego sportu żużlowego, posiadając w swoim składzie takich wybitnych zawodników jak: Tadeusz Kołeczek (uznawany za pierwszego wybitnego żużlowca Łodzi; zginął tragicznie w wypadku przy pracy w grudniu 1950 r.), Eugeniusz Wróżyński (zatrudniony w rachubie w MPK-Łódź z pensją kierowcy, w sezonie oddelegowywany do jazd) i Włodzimierz Szwendrowski (zatrudniony w ówczesnym MPK w Łodzi na stanowisku technika).
W roku 1951 w związku z połączeniem zrzeszeń w Centralne Sekcje Żużlowe zawodnicy Ogniwa Łódź zostali przeniesieni do CSŻ „Ogniwo” Bytom wraz z zawodnikami z Lublina (wśród nich znakomity jeździec tamtych czasów Włodzimierz Szwendrowski). W roku 1952 siedziba sekcji została przeniesiona do Łodzi, a tym samym została ona bezpośrednią kontynuatorką Polonii Bytom, w jej kadrze znaleźli się ponadto byli zawodnicy Włókniarza Łódź (np. Jan Krakowiak).
Po rozwiązaniu Ligi Centralnych Sekcji Żużlowych (po sezonie 1954) klub zmienił nazwę najpierw na „Sparta” (w jej barwach Włodzimierz Szwendrowski wywalczył tytuł indywidualnego mistrza Polski), a potem wrócił do tradycyjnej nazwy Tramwajarz Łódź.
W 1954 r. sekcja posiadała ośmiu zawodników, którzy w większości pracowali w MPK-Łódź jako kierowcy.
Po sezonie 1964 r. sekcja została rozwiązana, a jednym z jej ostatnich sukcesów było zdobycie w 1962 r. przez Włodzimierza Szwendrowskiego Srebrnego Kasku, będącego wówczas nieoficjalnym trofeum dla najlepszego zawodnika II ligi.
W roku 1965 kłopoty finansowe oraz trudności z uzyskaniem odpowiedniego sprzętu zmusiły działaczy „Tramwajarza” do zawieszenia działalności działającej w klubie sekcji żużlowej. Zespół wycofano z rozgrywek II ligi.
Po dwóch latach nieobecności żużel wrócił do Łodzi w postaci sekcji w nowym klubie Gwardia Łódź, chociaż z czasem w klubie tym postawiono rozwój boksu, a żużel stał się w nim dyscypliną drugorzędną.
Sekcja motorowa odrodziła się w KS „Tramwajarz” jako amatorska, np. w formie uczestnictwa w motorowych rajdach turystycznych, których współorganizatorem byli łódzcy tramwajarze.

## Poszczególne sezony
| Sezon | Rozgrywki ligowe | Rozgrywki ligowe | Rozgrywki ligowe | Rozgrywki ligowe | Uwagi                                                                       |
| Sezon | Liga             | Liga             | Miejsce          | Miejsce          | Uwagi                                                                       |
| ----- | ---------------- | ---------------- | ---------------- | ---------------- | --------------------------------------------------------------------------- |
| 1948  | Eliminacje       | Eliminacje       | 6/16             | 6/16             | Kwalifikacja do I ligi                                                      |
| 1948  | I                | I liga           | 9/9              | 9/9              | 3. miejsce w turnieju barażowym „pierwszoligowców”                          |
| 1948  | I                | I liga           | 9/9              | 9/9              | Brak spadku – klub zajął wakujące miejsce w turnieju barażowym o utrzymanie |
| 1948  | I                | I liga           | 9/9              | 9/9              | 2. miejsce w turnieju barażowym o utrzymanie                                |
| 1949  | I                | I liga           | 7/9              | 7/9              |                                                                             |
| 1950  | I                | I liga           | 7/9              | 7/9              |                                                                             |
|       |                  |                  |                  |                  |                                                                             |
| 1952  | I                | Liga             | 5/10             | 5/10             |                                                                             |
| 1953  | I                | Liga             | 8/10             | 8/10             |                                                                             |
| 1954  | I                | Liga             | 8/10             | 8/10             |                                                                             |
| 1955  | II               | II liga          | 2/7              | 2/7              |                                                                             |
| 1956  | I                | I liga           | 6/8              | 6/8              |                                                                             |
| 1957  | I                | I liga           | 7/8              | 7/8              |                                                                             |
| 1958  | II               | II liga          | 3/6              | 3/6              |                                                                             |
| 1959  | II               | II liga          | 5/8              | 5/8              |                                                                             |
| 1960  | II               | II liga          | 3/11             | 3/11             |                                                                             |
| 1961  | II               | II liga          | 3/11             | 3/11             |                                                                             |
| 1962  | II               | II liga          | 8/12             | 8/12             |                                                                             |
| 1963  | II               | II liga          | 11/12            | 11/12            |                                                                             |
| 1964  | II               | II liga          | 11/11            | 11/12            |                                                                             |

| Poziom ligowy | Liczba sezonów | Sezony                          |
| ------------- | -------------- | ------------------------------- |
| I             | 8              | 1948–1950, 1952–1954, 1956–1957 |
| II            | 8              | 1955, 1958–1964                 |

## Osiągnięcia

### Krajowe
Poniższe zestawienia obejmują osiągnięcia klubu oraz indywidualne osiągnięcia zawodników w rozgrywkach pod egidą PZM oraz GKSŻ.

#### Mistrzostwa Polski
Indywidualne mistrzostwa Polski
- 1. miejsce (1):
  - 1955 – Włodzimierz Szwendrowski
- 2. miejsce (1):
  - 1950 – Tadeusz Kołeczek

#### Pozostałe
Srebrny Kask
- 1. miejsce (1):
  - 1962 – Włodzimierz Szwendrowski